# Issarlès
Issarlès é uma comuna francesa na região administrativa de Auvérnia-Ródano-Alpes, no departamento de Ardèche. Estende-se por uma área de 18,44 km². Em 2010 a comuna tinha 139 habitantes (densidade: 7,5 hab./km²).